# 산타 소피아역
산타 소피아역(이탈리아어: Santa Sofia)은 밀라노 지하철 4호선의 역이다. 이탈리아 밀라노 1구의 산타 소피아길 (via Santa Sofia)에 위치해 있다.

## 역사
2015년 2월 1일 역 부지가 시공을 맡은 컨소시엄에 넘어갔으며 2015년 8월 27일 지상 도로를 차단하면서 본격적인 공사가 시작되었다.
2018년 6월 공사구역 내에서 일부 유물이 발견되어 착굴작업이 일시 중단되었다. 2024년 10월 12일 4호선 전구간 개통과 함께 개업하였다. 인근에 루이지 보코니 대학교가 있어 '산타 소피아-우니베르시타 보코니' (Santa Sofia-Università Bocconi)라는 부역명이 있다.

## 환승
밀라노 교통공사 (ATM)에서 운영하는 여러 대중교통 노선과의 환승이 가능하다.
- 트램 정거장 (15번)
- 버스 정류장

## 내부 시설
역내에는 다음과 같은 시설이 있다.
- 장애인 전용시설
- 엘리베이터
- 에스컬레이터
- 매표기
- CCTV
- 화장실